# 拉鲁万
拉鲁万（法語：Laroin，法語發音：[laʁwɛ̃]）是法国大西洋比利牛斯省的一个市镇，位于该省东部，属于波城区。

## 地理
拉鲁万（43°18'16"N, 0°26'30"W）面积7.04 平方千米，位于法国新阿基坦大区大西洋比利牛斯省，该省份为法国东南部省份，涵盖了贝阿恩与北巴斯克，西临大西洋比斯開灣，北至朗德省，东北接热尔省，东临上比利牛斯省，南与西班牙接壤。
与拉鲁万接壤的市镇（或旧市镇、城区）包括：阿蒂格卢沃、瑞朗松、莱斯卡尔、隆斯、圣福斯特、欧贝尔坦、比耶尔。

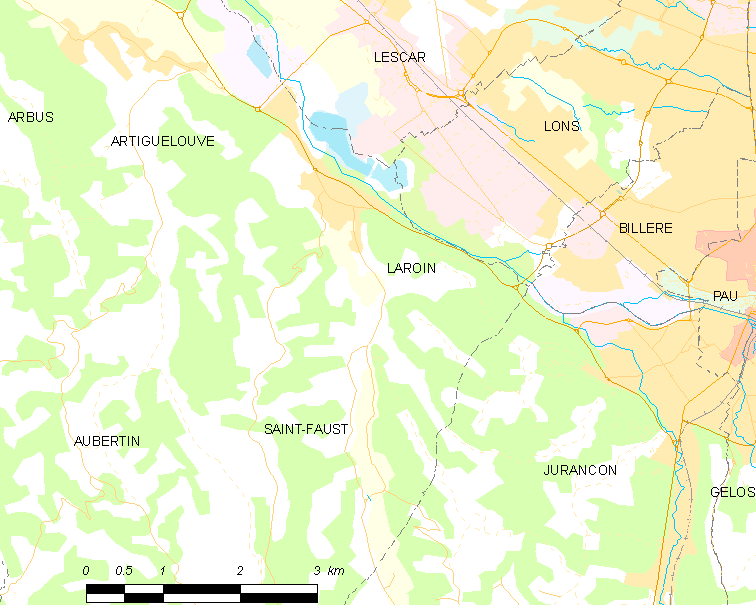
拉鲁万的OSM定位图

拉鲁万的时区为UTC+01:00、UTC+02:00（夏令时）。

## 行政
拉鲁万的邮政编码为64110，INSEE市镇编码为64315。

## 政治
拉鲁万所属的省级选区为比耶尔和瑞朗松山坡县。

## 人口

1962-2008年间拉鲁万人口变化图示

拉鲁万于2022年1月1日时的人口数量为1035人。